# Johan Venegas
Johan Alberto Venegas Ulloa (ur. 27 listopada 1988 w Limón) – kostarykański piłkarz występujący na pozycji napastnika lub skrzydłowego w klubie Guanacasteca oraz w reprezentacji Kostaryki. Wychowanek Santosu de Guápiles, w swojej karierze grał także w takich zespołach jak Barrio México, Puntarenas, Montreal Impact, Minnesota United i Deportivo Saprissa. Znalazł się w kadrze na Copa América 2016.